# 利川齿蟾
利川齿蟾（学名：Oreolalax lichuanensis）为锄足蟾科齿蟾属的两栖动物，是中国的特有物种。分布于湖北、四川、贵州等地，常见于高山地下水流出的溪水沟中。其生存的海拔范围为1790至2300米。该物种的模式产地在湖北利川。其种加词“lichuanensis”意为“湖北利川的”。

## 保护
本种于2023年被收录入《有重要生态、科学、社会价值的陆生野生动物名录》。